# اچگفالوا
اچگفالوا (به مجاری: Ecsegfalva) یک منطقهٔ مسکونی در مجارستان است که در ناحیه دیومائندرود واقع شده‌است. اچگفالوا ۷۸٫۹۹ کیلومتر مربع مساحت و ۱٬۲۵۵ نفر جمعیت دارد.